# Myaptexaria
Myaptexaria is een vliegengeslacht uit de familie van de roofvliegen (Asilidae).

## Soorten
- M. acutus (Artigas, 1980)
- M. vexillaria (Artigas, 1970)
- M. virilis (Artigas, 1970)